# X-9 (escola de samba)
O Grêmio Recreativo Cultural Escola de Samba X-9 é uma escola de samba da cidade de Santos. Seu nome foi inspirado numa revista em quadrinhos que levava o nome Agente X-9. É uma das maiores escolas de samba do estado de São Paulo e do Brasil sendo inspiração para a fundação da X-9 Paulistana.
Dentre seus maiores incentivadores estão o casal Tia Inês e Cabo Roque, ambos já falecidos. Seu pavilhão foi batizado pela Estação Primeira de Mangueira. A agremiação é a escola que mais títulos conquistou no município, um total de vinte e seis e por ser a mais antiga agremiação em atividade na cidade, é conhecida como "A Pioneira". É a maior vencedora de título da cidade, 26 no total, entre o período pré-oficial e oficial. É a única escola a participar de todos os desfiles sem nenhum rebaixamento e ao lado da Escola de Samba Brasil, as únicas que ainda estão em atividade desde o primeiro concurso carnavalesco. Além disso, é a única escola de samba da cidade de Santos, a vencer em todas as décadas (40, 50, 60, 70, 80, 90, 2010).

## História
Dentro dos padrões que definem uma agremiação carnavalesca como uma escola de samba, a X-9 foi a primeira a surgir em toda a região. Existem relatos que enumeram, entre 1936 e 1941, a ocorrência de atividades envolvendo antigos sambistas que, supostamente, teriam criado escolas de samba. Nenhum deles, porém, evidencia que, antes da X-9 tenha existido uma agremiação que possa ser definida como as escolas de samba que conhecemos.
Quanto ao pioneirismo da X-9, é preciso esclarecer que as agremiações surgidas anteriormente ( Não é o que dizem, 39; Dois Pingüins, 40; Número 1 do Canal 3, 41, e Aí Vem Favela, 42), não passavam de meros grupamentos de samba, com cerca de 40 a 60 componentes. A X-9 também teve a mesma origem, mas logo ganhou nova e definitiva configuração.
Primeira na Baixada, a X-9 também é uma das pioneiras no Brasil. A mãe de todas as escolas é a Deixa Falar, fundada em 1928, pelo imortal Ismael Silva, responsável também pela criação da expressão Escola de Samba. Vizinha Faladeira, outra agremiação também extinta como a Deixa Falar, também está entre as primeiras. Mangueira e Portela vieram no rastro.
A X-9 foi efetivamente fundada em 1º. De maio de 1944, mas sua origem remonta aos carnavais de 39 a 41, quando da existência do Rancho Carnavalesco dos Carvoeiros, fundado por estivadores. Esse Rancho deu origem ao Conjunto Mensageiros do Samba e pouco depois a um grupamento de samba, que saia da Rua Almirante Tamandaré, no Macuco.
O nome X-9 vem de uma revista policial da época. Um pequeno grupo de batuqueiros (Manezinho, Catarina, Acácio e outros) foi animar um baile pré-carnavalesco do Santos Dumont F.C, em 44. Logo na entrada, o percussionista da Banda que tocada no clube, Waldomiro da Silva Ferreira, o Tricolor, emitiu um gracejo que acabou dando nome à primeira das escolas de samba de Santos: “Aí vem uma quadrilha de bandidos da Revista X-9”. Naquele tempo, os batuqueiros não eram vistos com bons olhos.
No Carnaval daquele ano o grupo desfilou pelas ruas do bairro e no dia 1º de maio transformou-se em escola de samba, conservando o fortuito cognome X-9. O grupo saiu pela primeira vez da Rua Almirante Tamandaré nº 9 e posteriormente, já escola, ficou provisoriamente no número 104 da mesma rua. Do ponto final do bonde da linha 5, na Vila Macuco, foi para junto do final da Linha 15, na Bacia do Macuco, reduto da pesada, onde predominavam os botequins, a malandragem e as batucadas.
Tendo surgido numa época romântica e aventureira (de guerra), cheia de preceitos e preconceitos, participou da chamada resistência do samba, uma vez que, naqueles áureos tempos, os batuqueiros não eram vistos com bons olhos e enquadrados como malandros e desordeiros. Em 1946 a pequena escola foi para o número 94 da Almirante Tamandaré, tendo sido até então adotada pelo casal Cabo Roque-Tia Inês, incorporando-se definitivamente naquela modesta e acolhedora casa através de um místico e maravilhoso ciclo, consagrando-se como um verdadeiro reduto de bambas, um relicário do samba.
A X-9 venceu o primeiro concurso de escolas de samba da cidade, ainda extra-oficial, no ano de 1947, dividindo o título com a escola de samba Vitória (atual Brasil). Venceu ainda mais 06 vezes até 1955. Em 1956 os desfiles foram oficializados e a X9 também foi a primeira campeã. 
Já vitoriosa em Santos, foi disputar concursos em São Paulo, a partir de 1948, tornando-se a primeira escola de samba do Interior a triunfar na capital bandeirante. Prosseguiu com toda a sua mística nos anos 50, destacando-se, inclusive, na capital paulista, iniciando ainda, em meados daquele decênio, um intercâmbio com o mundo do samba do Rio de Janeiro.
Pela sua constante atividade, a casa da legendária Tia Inês ganhou a pomposa denominação de Quartel General do Samba Praiano Bandeirante, onde, no despontar dos anos 60, deu início ao movimento de se fazer samba o ano inteiro, inclusive comemorar o I Dia Nacional do Samba (2 de dezembro de 1963).
Dois fatos marcantes ocorreram ainda na década de 60: o batismo do seu pavilhão, que foi sacramentado pela tradicional Estação Primeira da Mangueira, sua escola-madrinha, e quando teve a primazia de desfilar como convidada de honra no Carnaval em Maio no Méier, consagrando-se então (1968) na capital do samba.

### Anos Dourados e Outros títulos
A X-9, além de outra co-irmãs de Santos, como a extinta Império do Samba e a Escola de Samba Brasil, participou de vários concursos na capital paulista. Na época, os cordões da Vai-Vai, Barra Funda e Paulistano da Glória dominavam o carnaval paulistano, sendo que as escolas de sambas não disputavam concursos oficiais, que só passou a ocorrer a partir de 1960 e se fortaleceu com a unificação nos anos 70.
Nesse período, a X-9 ganhou os seguintes troféus:
1948 (Concurso Jornal O DIA), 1949 (Taça Diários Associados), 1950 (Melhor escola de samba do Estado, em concurso promovido pela União das Escolas de Samba, Cordões e Ranchos de S.Paulo), 1951 (Copa A Maiorial, promovida pela União das Escolas de Samba, Cordões e Ranchos de S.Paulo) 1954 (Taça Radio Record, em comemoração ao IV Centenário de São Paulo), 1959 (Carnaval no Brás), 1964 (Concurso de Âmbito Estadual da Lapa, promovido pelo Clube dos Lojistas) e 1969 (Campeã do Interior no Anhangabaú, em concurso promovido pela Secretaria Municipal de Turismo), a escola de samba teve a primazia de desfilar no "Grande Carnaval de Maio no Meyer", no Rio de Janeiro, em 1968, graças ao trabalho do Cabo Batucada e do apoio do legendário Natal da Portela.
Nos anos 70, alguns integrantes da escola fundaram na cidade de São Paulo, a escola de samba "Filhotes da X-9", posteriormente denominada X-9 Paulistana, (http://www.x9paulistana.com.br/nossa-madrinha/) que mais tarde viria a ser campeã do Carnaval da capital. O pentacampeonato obtido nos anos setenta, marcou o período de ouro da escola, com sambas antológicos, como: Hoje é dia de Feira (1975); Peixinho Dourado (1976); entre outros. Os enredos e os desfiles foram assinados pelo arquiteto, figurista e cenógrafo José Carlos Serroni, hoje renomado no meio artístico paulistano e brasileiro e José Roberto Arduim.
Recentemente esteve sediada no bairro do Valongo em Santos, retornando em 2019 para seu bairro de origem, no Macuco, berço de sambistas da cidade.

## Segmentos

### Diretores
| Ano         | Nome               | Ref. |
| ----------- | ------------------ | ---- |
| 2019 a 2023 | Jocemir Alves “Mi” |      |
| 2023 a 2025 | Caio César         |      |
|             |                    |      |

| 2024 | Coordenadoria de Carnaval | Professor Júnior, Neto, Zé Maria e Marquinhos - | Waguinho |  |  |  |

### Coreógrafo
| Ano  | Nome            | Ref. |  |
| ---- | --------------- | ---- |  |
| 2024 | Paula Gasparin- |      |  |

### Mestre-sala e Porta-bandeira
| Ano               | Nome                               | Ref.        |
| ----------------- | ---------------------------------- | ----------- |
| 1996              | Beto Magistral e Babi              |             |
| 2010              | Beto Magistral e Josy Sublime      | [ 1 ]       |
| 2013              | Iasmin Ramello                     |             |
| 2014 - 2015       | Robinson Silva e Thaís Paraguassú  | [ 2 ] [ 3 ] |
| 2016 - Atualidade | Fabiano Dourado e Thais Paraguassú |             |

### Corte de bateria
| Ano   | Rainha De Bateria | Dama De Bateria | Madrinha De Bateria | Princesa De Bateria | Ref. |
| ----- | ----------------- | --------------- | ------------------- | ------------------- | ---- |
| 2020- | Francine Carvalho | Néia Escaich    | Tati Jackson        | Jennifer Duarte     |      |

### Intérpretes
| Carnavais  | Intérprete oficial       | Ref.  |
| ---------- | ------------------------ | ----- |
| 1962-1985  | Dario Barbosa            | -     |
| 1986       | Carlinhos de Pilares     | -     |
| 1990-1998  | Paulo da Magia           | -     |
| 2000       | Neguinho da Beija-Flor   | [ 4 ] |
| 2006-2008  | Serginho                 | -     |
| 2009       | Baby                     | -     |
| 2010-2012  | Bolinha                  | -     |
| 2013       | Bolinha e Daniel Collête |       |
| 2014       | Bolinha e Silvinho       | -     |
| 2015-2020  | Bolinha                  | -     |
| 2023-2024  | Bolinha e Emerson Dias   |       |
| 2025-atual | Freddy Vianna            | -     |

## Carnavais

### Batalha de confetes
Ainda não eram oficiais, eis os vencedores:
| Ano  |               |
| 1947 | X-9 e Vitória |
| 1948 | X-9 e Vitória |
| 1949 | X-9           |
| 1950 | X-9 e Brasil  |
| 1951 | Brasil        |
| 1952 | X-9 e Brasil  |
| 1953 | X-9 e Brasil  |
| 1954 | Brasil        |
| 1955 | X-9 e Brasil  |

| Ano  | Colocação       | Grupo    | Enredo | Carnavalesco          | Ref         |
| ---- | --------------- | -------- | --- | --------------------- | ----------- |
| 1956 | Campeã          | Grupo 1  | Heróis da invasão holandesa! |                       | [ 5 ]       |
| 1957 | 3º. Lugar       | Grupo 1  | Sua Majestade o samba! |                       | [ 5 ]       |
| 1958 | Vice-Campeã     | Grupo 1  | O Samba em festa! |                       | [ 5 ]       |
| 1959 | Vice-Campeã     | Grupo 1  | A Voz do Samba! |                       | [ 5 ]       |
| 1960 | 3º. Lugar       | Grupo 1  | |                       | [ 5 ]       |
| 1961 | Vice-Campeã     | Grupo 1  | Apoteose ao samba! |                       | [ 5 ]       |
| 1962 | Vice-Campeã     | Grupo 1  | Exaltação ao samba! |                       | [ 5 ]       |
| 1963 | 3º. Lugar       | Grupo 1  | A Epopeia do Samba! |                       | [ 5 ]       |
| 1964 | Campeã          | Grupo 1  | Brás Cubas! |                       | [ 5 ]       |
| 1965 | Vice-Campeã     | Grupo 1  | Exaltação ao Rio de Janeiro! |                       | [ 5 ]       |
| 1966 | 3º. Lugar       | Grupo 1  | Heróis de Vila Rica! |                       | [ 5 ]       |
| 1967 | 3º. Lugar       | Grupo 1  | A história da Rosa de Ouro! |                       | [ 5 ]       |
| 1968 | Vice-Campeã     | Grupo 1  | O patriarca da independência! |                       | [ 5 ]       |
| 1969 | Vice-Campeã     | Grupo 1  | As minas de prata! |                       | [ 5 ]       |
| 1970 | Vice-Campeã     | Grupo 1  | O chafariz da coroação! |                       | [ 5 ]       |
| 1971 | -               | Grupo 1  | Alegrias da Bahia - Suas lendas e tradição! |                       | [ 5 ]       |
| 1972 | Vice-Campeã     | Grupo 1  | Festival gaúcho! |                       | [ 5 ]       |
| 1973 | Campeã          | Grupo 1  | Antologia do samba! |                       | [ 5 ]       |
| 1974 | Vice-Campeã     | Grupo 1  | Na corte do Maracatu! |                       | [ 5 ]       |
| 1975 | Campeã          | Grupo 1  | Beleza das águas! | Serroni e Arduin      | [ 5 ]       |
| 1976 | Campeã          | Grupo 1  | Hoje é dia de feira! | Serroni e Arduin      | [ 5 ]       |
| 1977 | Campeã          | Grupo 1  | Viva o verde! | Serroni e Arduin      | [ 5 ]       |
| 1978 | Campeã          | Grupo 1  | Hoje tem marmelada! | Serroni e Arduin      | [ 5 ]       |
| 1979 | Campeã          | Grupo 1  | Amor, Saúde e Negócio! | Serroni e Arduin      | [ 5 ]       |
| 1980 | Vice-Campeã     | Grupo 1  | Viagem ao País de São Saru! |                       | [ 5 ]       |
| 1981 | Campeã          | Grupo 1  | Reinação é rei e povo... E vamos contar de novo! |                       | [ 5 ]       |
| 1982 | Vice-Campeã     | Grupo 1  | Alvorada, a primeira luz da manhã! | Renato Di Renzo       | [ 5 ]       |
| 1983 | Campeã          | Grupo 1  | Quando chega o verão! |                       | [ 5 ]       |
| 1984 | 3º. Lugar       | Grupo 1  | Sua benção madrinha! |                       | [ 5 ]       |
| 1985 | 3º. Lugar       | Grupo 1  | Quem tem medo não sai de casa! |                       | [ 5 ]       |
| 1986 | Vice-Campeã     | Grupo 1  | O Currupiu dos mestres! |                       | [ 5 ]       |
| 1987 | Vice-Campeã     | Grupo 1  | Até parece pecado! | Ademir Fontana        | [ 5 ]       |
| 1988 | Vice-Campeã     | Grupo 1  | Tem Palmeiras onde canta o sabiá! | Ademir Fontana        | [ 5 ]       |
| 1989 | Vice-Campeã     | Grupo 1  | Do lixo ao luxo! | Ademir Fontana        | [ 5 ]       |
| 1990 | Campeã          | Grupo 1  | É disso que eu gosto! | Marcão                | [ 5 ]       |
| 1991 | Vice-Campeã     | Grupo 1  | SOS Planeta Terra. |                       | [ 5 ]       |
| 1992 | Vice-Campeã     | Grupo 1  | Saúde é o que interessa! | Jean Herrero          | [ 5 ]       |
| 1993 | 4º. Lugar       | Grupo 1  | Pare o mundo que eu quero descer! |                       | [ 5 ]       |
| 1994 | Vice-Campeã     | Grupo 1  | Uma europeia no asfalto! |                       | [ 5 ]       |
| 1995 | Campeã          | Grupo 1  | Memórias da Rua XV! |                       | [ 5 ]       |
| 1996 | Campeã          | Grupo 1  | De amargo, basta a vida! |                       | [ 5 ]       |
| 1997 | 3º. Lugar       | Grupo 1  | Brincar até onde o sonho deixar! |                       | [ 5 ]       |
| 1998 | Campeã          | Grupo 1  | Além do arco-íris. |                       |             |
| 2000 | 8º. Lugar       | Grupo 1  | A influência italiana em nossa história! (Composição: Paulinho Chiclete, Serginho, Toninho 44, Fofão, Renatinho e Rudnei) |                       |             |
| 2006 | 9º. Lugar       | Especial | Eh! Pagu, paixão de fazer doer! (Composição: Luiz, Bartô, Vando, Batata, Sueca, Ed Melodia, Pelé) | Renato Di Renzo       | [ 5 ]       |
| 2007 | Vice-Campeã     | Especial | Porto, boemia e nostalgia! (Composição: Nego Dô, Edu, Jorge Sargento, Junior, Luiz Emílio e Magoo) | Benedito Andrade      | [ 5 ]       |
| 2008 | Campeã          | Especial | Nas quebradas do mundaréu, Plínio Marcos um sonho de amor e liberdade! (Compositores: Rubens Gordinho, Celso Tom Maior, Clayton, Manuel e David) | Comissão de Carnaval  | [ 5 ]       |
| 2009 | Vice-Campeã     | Especial | Vila Maria, explosão de alegria, no balanço da magia faz brilhar meu carnaval. (Composição: Fernando Negrão, Gustavo Santos, Rodrigo Correia e Marcinho Integração)                                                                                                | Comissão de Carnaval  | [ 5 ]       |
| 2010 | 5º. Lugar       | Especial | Se a palavra tem mandinga, vem do Banto a nossa ginga. (Composição: Barto, Bolinha, Fabiano Pontes, Juninho de Paula e Renato Jr.) | Comissão de Carnaval  | [ 1 ]       |
| 2011 | Campeã          | Especial | A X-9 pioneira, saúda Tanah Corrêa e a arte na cultua brasileira. (Composição: Caraúba, Gilson, Caffé, Peter Pan, Lelo Garoto, Sandro Simões, André Gordão, Hermes Sobral, Bochecha e Giba)                                                                        | Gilson de Melo Barros | [ 5 ]       |
| 2012 | Campeã          | Especial | O majestoso palco negro - "A NOITE". (Composição: Ademarzinho do Cavaco, Ademar Eugênio, Walid Omar e William Cabello) | Amarildo de Mello     | [ 5 ]       |
| 2013 | Não foi julgada | Especial | Bem ou mal mas fale de mim - Sou X-9 até o fim. (Composição: Fernando Negrão, Gustavo Santos, Edirley, Rudney Fernandes, Jota R e Marquinho Maluko) | Amarildo de Mello     | [ 5 ]       |
| 2014 | Vice-Campeã     | Especial | Bem ou mal mas fale de mim - Sou X-9 até o fim. (Composição: Fernando Negrão, Gustavo Santos, Edirley, Rudney Fernandes, Jota R e Marquinho Maluko) | Amarildo de Mello     | [ 5 ] [ 3 ] |
| 2015 | Campeã          | Especial | Tudo que vi lá, aprendi... De navio trouxe para aqui e hoje bato palmas para ti! (Composição: Anderson Atração, Aydan 7 Cordas, Bill, Marcelo Charuto, Tim Cardoso, Nando Ribeiro e Walmir)                                                                        | Amarildo de Mello     | [ 6 ]       |
| 2016 | 5º. Lugar       | Especial | A X-9 Acredita: Monte Serrat, um Abençoado Cartão da História e da Vida Santista! (Composição: Santaninha, Jr. Bicalho, Tubarão, Wagner Pontual, Vinna do Casqueiro, Cristian Oliveira, Guilherme Lemos, Xuxu do Cavaco, Leandro Paçoca, Cleber do Cavaco e Junão) | Ronny Potolski        |             |
| 2017 | Campeã          | Especial | O Grito heroico de um povo | Igor Carneiro         | [ 7 ]       |
| 2018 | Vice-Campeã     | Especial | Armorial - A Nobreza da Arte Nordestina no Reino do Carnaval | Igor Carneiro         |             |
| 2019 | Vice-Campeã     | Especial | Adoniran Barbosa em: Crônicas da Vida - Resiste o samba; renasce o artista | Igor Carneiro         |             |
| 2020 | 3° Lugar        | Especial | Berço da história do Brasil | Wallacy Vinicyos      |             |
| 2023 | Vice-campeã     | Especial | Eu andarei vestido e armado com suas armas.Salve Jorge | Amauri Santos         |             |
| 2024 | 5º. Lugar       | Especial | Meu nome é Favela! | Amauri Santos         |             |
| 2025 | Campeã          | Especial | Peregrinos de Fé - Óh Mãe Negra...Meu Samba é Minha Oração | Amauri Santos         |             |

## Títulos
|  | Grupo            | Títulos | Vitórias |
|  | Primeira Divisão | 20      | 1956, 1964, 1973, 1975, 1976 1977, 1978, 1979, 1981, 1983 1990, 1995, 1996, 1998, 2008 2011, 2012, 2015, 2017, 2025 |